# 色素レーザー
色素レーザー（しきそレーザー）は、蛍光色素を短波長の光源によって励起することによる誘導放出を利用したレーザー。

## 概要
励起の方法として短波長の光源でローダミン等の蛍光色素を励起して誘導放出を発生させる。
電離した気体を利用する気体レーザーや半導体レーザーではレーザー媒体の固有の波長の発振になり、自由電子レーザーや波長可変レーザー等、一部を除いて所望の波長が得るのが困難だが、色素レーザーでは分子構造により所望の波長を得る事が可能。そのため、ウラン濃縮のように特定の同位体のみの励起に適した波長を得る場合に使用される。また、癌の治療で特定の腫瘍組織に吸収されやすい波長のレーザー光を照射する場合にも使用される。
色素レーザーには液体の溶媒に蛍光色素を分散させて循環する液体レーザーと高分子に蛍光色素を分散させた高分子色素レーザーがある。液体レーザーではレーザー媒体を循環することにより、劣化した色素を交換することができる。

## 用途
- ウラン濃縮
- 癌の治療などの医療関係

## 文献
- 前田三男、宮副泰「有機色素レーザー」『応用物理』第41巻第8号、1972年、818–830。
- 北嶋巌、et al.「同期励起近赤外色素レーザーの発振」『レーザー研究』第19巻第1号、1991年、114–121。
- 前田三男「チューナブルレーザー特集 色素レーザー」『レーザー研究』第17巻第11号、1989年、759–771。